# Моляков, Николай Иванович
Никола́й Ива́нович Моляко́в (3 декабря 1910, Покров — 22 декабря 2000 или 2001) — советский дипломат. Чрезвычайный и полномочный посол.

## Биография
Родился в 1910 году. Член ВКП(б). Окончил Ленинградский государственный педагогический институт (1936).
- В 1944—1946 годах — сотрудник посольства СССР в США.
- В 1946—1948 годах — сотрудник Постоянного представительства СССР при ООН.
- В 1948—1953 годах — сотрудник центрального аппарата МИД СССР.
- В 1954—1957 годах — советник посольства СССР в Норвегии.
- В 1957—1962 годах — сотрудник центрального аппарата МИД СССР.
- В 1962—1966 годах — постоянный представитель СССР при Европейском отделении ООН в Женеве.
- В 1966—1974 годах — начальник Консульского управления МИД СССР.

С 1974 года — в отставке.
Дважды награждён орденом Трудового Красного Знамени.